# 闹店镇
闹店镇，是中华人民共和国河南省平顶山市宝丰县下辖的一个乡镇级行政单位。

## 行政区划
闹店镇下辖以下地区：
闹店村、西牛村、洼李村、范营村、洪寺营村、肖营村、周营村、司庄村、双口村、火神庙村、李官营村、五龙庙村、东军营村、寺坡村、刘集村、张沟村、贾寨村、靳李村、杨庄村、大张庄村、户口村、马沟村、连店村和小张庄村。